# Grupa III „Bielsko” Legionu „Zaolzie”
Grupa III "Bielsko" – grupa dywersyjna Wojska Polskiego II RP, zorganizowana we wrześniu 1938 r., w składzie Legionu Zaolziańskiego.

Organizacja i obsada personalna w końcowej fazie.
- Dowództwo

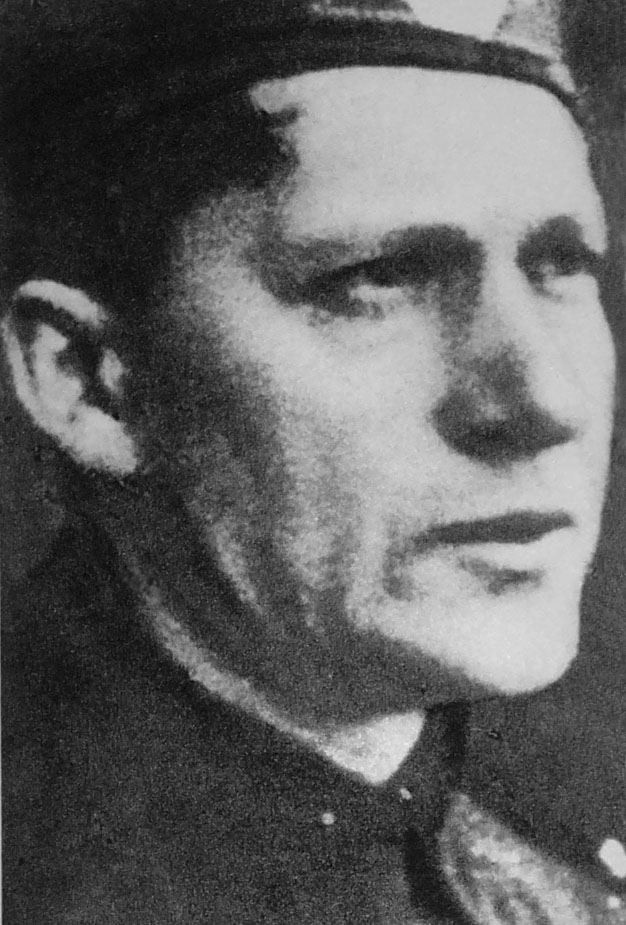
Jan Mazurkiewicz ps. Zagłoba, dowódca Grupy Bielsko Legionu Zaolzie

  - dowódca - mjr Jan Mazurkiewicz ps. "Zagłoba" (oficer Centrum Wyszkolenia Piechoty w Rembertowie)
  - zastępca dowódcy - kpt. Albert Holan (oficer Centrum Wyszkolenia Piechoty w Rembertowie)
  - zastępca dowódcy - kpt. Medyński-Jasiewicz
  - adiutant - Stanisław Kossowski

- I kompania
  - dowódca - ppor. rez. Antoni Górny
  - zastępca dowódcy - Włodzimierz Brückner
  - dowódca 1 plutonu - Roman Fenik
- II kompania
  - dowódca - kpt. rez. Jaśkiewicz (według innego źródła kpt. rez. Gazur)
  - dowódca 1 plutonu - Edward Hess
  - zastępca dowódcy 1 plutonu - Bonifacy Stefaniak
- III kompania
  - dowódca - kpt. rez. Alojzy Kołodziej
  - dowódca 2 plutonu - ppor. rez. Leon Dyczek